# みらい平 (境町)
みらい平（みらいだいら）は、茨城県猿島郡境町の地名。1丁目と2丁目がある。首都圏中央連絡自動車道（圏央道）の境古河インターチェンジに隣接する立地を生かして、主に物流用地として整備された。

## 歴史
- 2015年3月29日 - 久喜白岡JCT - 境古河IC間開通。
- 2015年10月日付不明 - 境古河IC周辺地区土地区画整理組合設立準備会の結成。
- 2017年2月26日 - 境古河IC - つくば中央IC間開通。
- 2018年5月日付不明 - 境古河IC周辺地区土地区画整理組合の設立総会。
- 2020年3月日付不明 - 境町ホッケーフィールド完成。
- 2021年年5月14日 - 境町議会の令和3年第2回定例会にて「議案第48号 町の区域の新設及び変更について」が可決。
- 2022年6月10日 - 土地区画整理法第103条第４項の規定による換地処分が公告[1]。
- 2022年6月11日 - 長井戸、西泉田、蛇池のそれぞれ一部から「みらい平」を新設。
- 2022年9月日付不明 - 境古河IC周辺地区土地区画整理組合の解散総会。

## 施設
- 境町ホッケーフィールド[2]
- パークホテルさかい[3]
- ウヤマ産業関東ロジスティクスセンター[4]
- DPL境古河[5]
  - 丸紅ロジスティクス境古河物流センター[6]

## 通学区域
境町立長田小学校および境町立境第一中学校の通学区域となっている。